# Efferia pavida
Efferia pavida là một loài ruồi trong họ Asilidae. Efferia pavida được Williston miêu tả năm 1901. Loài này phân bố ở vùng Tân nhiệt đới.